# Летюче авто

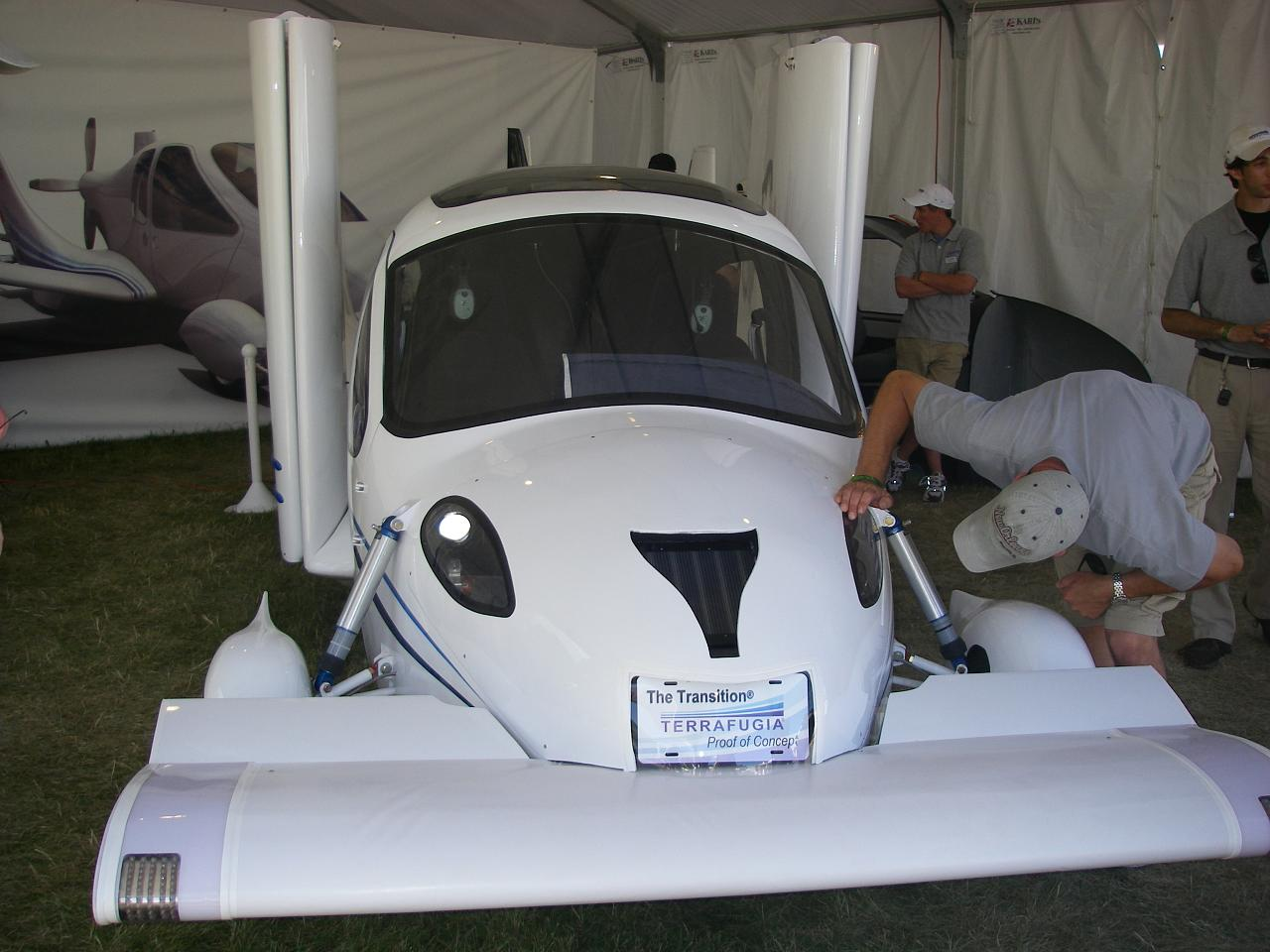
Terrafugia Transition — Летюче авто із США, освоєне у виробництві. Для зльоту необхідний аеродром.

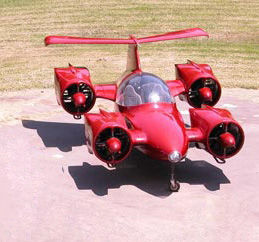
Летюче авто Moller M400 Skycar

Летючий автомобіль — персональний транспортний засіб, розроблений для польоту з можливістю майже вертикального підйому в повітрі та приземлення, а також для пересування наземними дорогами нарівні зі звичайними автомобілями. Наразі не існує серійного виробництва літаючих автомобілів, проте цей вид транспорту вважається перспективним на авіаційному ринку, і у цьому напрямку ведеться багато інженерних розробок.
З початку XX-го століття було збудовано декілька летючих автомобілів, але жоден з них не був доведений до стадії промислового виробництва.
Летючі автомобілі присутні в багатьох фентезі та науково-фантастичних творах, принцип їх дії, як правило, не деталізується.

## Конструктивні рішення
Конструктори летючих автомобілів зосереджені над розробкою двох основних напрямків конструктивних рішень летючих авто: подібні до літаків з розкладними крилами; та подібні до квадрокоптерів.

## Значення терміна та суміжні терміни
Наразі у цій галузі немає усталеної термінології. Паралельно з терміном «літаючий автомобіль» використовується багато інших темінів зі схожим значенням: персональний літальний апарат, персональний повітряний транспорт, персональний транспортний засіб з вертикальним підйомом тощо. Кожна компанія-розробник висуває свої критерії та означення літаючих автомобілів.

## Огляд основних рис транспортного засобу заНАСА
- Мала кількість пасажирів (менше 5);
- швидкість пересування 240—320 км/год;
- можливість дальніх поїздок до 1300 км;
- тихий та комфортний;
- надійний;
- висока ефективність використання пального;
- доступність за ціною на рівні зі звичайними автомобілями та рейсовими літаками;
- можливість літати майже у будь-яких погодних умовах;
- легке керування, право керувати засобом має бути у будь-кого із посвідченням водія;
- подорож від порогу до порогу без пересадок із використанням малих аеропортів, найближчих до пункту відправлення та прибуття.

## Проекти
Ідеї об'єднати літак і автомобіль з'являлися ще до Другої світової війни. Причому зустрічалися як ідеї пристосувати літак під автомобіль, так і навпаки — автомобіль під літак, що, наприклад, було запропоновано в патенті США US2364676, поданому в 1940 році .
У 1946 році далекий родич винахідника парової машини Роберт Фултон (Robert Fulton), відомий своїм навколосвітніх мотопробігом і розбагатів під час другої світової війни на виробництві стрілецької тренажера для зенітників, береться за створення «Літаючій амфібії» (Airphibian). Він твердо вирішив, що замість адаптації автомобіля до неба потрібно пристосувати до дороги літак.
Крила і секція хвоста цього літака знімалися, а пропелер прикладався до фюзеляжу. Був шестициліндровий двигун потужністю 150 кінських сил, «Амфібія» могла летіти зі швидкістю 120 миль на годину (200 км/год) і їхати на 50 милях на годину (80 км/год). Про перетворення літака в авто і навпаки Фултон говорив, що «домогосподарка може зробити це одна за п'ять хвилин».
Airphibian стала першим в світі літаючим автомобілем, який отримав сертифікат Управління цивільної авіації США (Civil Aeronautics Administration) — попередника FAA (Federal Aviation Administration). Однак, незважаючи на очевидний успіх літаючої машини, Фултон не зміг довести її до масового виробництва.
В жовтні 2013 перший вдалий політ здійснила машина «Aeromobil version 2.5» словацького дизайнера і інженера Стефана Клейна, яку він розробляв протягом 20 років. Прототип має крила, що складаються, та гвинт в хвостовій частині.
На початку 2017 року ізраїльська інженерна компанія Urban Aeronautics представила безпілотний пасажирський автомобіль «Cormorant» («Пелікан»). Планується розпочати його серійне виробництво з 2020 року. Прототип має довжину 6 м, вагу 1,5 т. Замовником виступає Армія оборони Ізраїлю.
Тоді ж двомісний летючий автомобіль-автожир PAL-V Liberty зі складними гвинтами надійшов у продаж в Нідерландах. Початкова вартість 0,5 млн євро. Серійне виробництво планується з кінця 2018 року.
У червні 2017 французький пілот Бруно Веццолі перетнув протоку Ла-Манш на літаючому автомобілі під назвою «Пегас», який був створений підприємцем Жеромом Дофі.

## Летючий автомобіль у мистецтві
- У фільмі Люка Бессона «П'ятий елемент» летючі автомобілі є одним з основних видів транспорту міста майбутнього.